# Kayawoto
Kayawoto, de son vrai nom Abdoulaye Kaboré, est un  rappeur burkinabé.

## Biographie

### Enfance, éducation et débuts
Kayawoto naît en 1995 en Côte d'Ivoire. Il abandonne l'école en classe de CE1 pour rejoindre le Burkina Faso son pays d'origine. Il s'adonne à des activités diverses comme l'orpaillage, la restauration, la mécanique en parcourant le Togo et le Ghana. De retour de l'aventure, ses premiers pas dans la musique se font en 2018 où il se retrouve dans la compilation de hip hop sans neuf produit par Propulsion prod. Même si sa carrière semble n'avoir commencé que récemment, Kayawoto cumul déjà 17 trophées nationaux et internationaux.

### Carrière
Il apparait sur la scène musicale burkinabé avec son premier album intitulé "Maouland". Accompagné d'une vidéo tournée à Dubaï, ce premier album marque son entrée dans le monde du rap au Burkina Faso. En deux ans, Kayawoto connait un succès et s'impose comme l'une des étoiles montantes de la scène musicale burkinabé. A 26 ans, il donne un nouveau souffle au rap burkinabé, un genre musical qui est parfois resté dans l'ombre d'autres styles populaires comme le coupé-décalé ivoirien ou l'afrobeat nigérian. Son unique album, "Maouland", lui vaut une reconnaissance importante, avec cinq nominations aux prestigieux Kunde Awards en 2021. Souhaitant célébrer son identité artistique, Kayawoto créé le concept de "Maouland", un pays fictif où les habitants se nomment eux-mêmes "Maoulandais". Pour lui, son gris de guerre "maou" symbolise la détermination et la volonté de réussir dans la vie. L'origine de son nom artistique Kayawoto est un hommage à son grand-père, qui est pour lui une source d'inspiration et de conseils,.

## Discographie

### Albums
- 2021: Maouland[6]
- 2023: Maouland 2[7]

### Singles
- Selamin
- Tound Toin
- Waga rimin

## Prix et distinctions
En 2021, il remporte le Kundé de la révélation.